# Martín García García

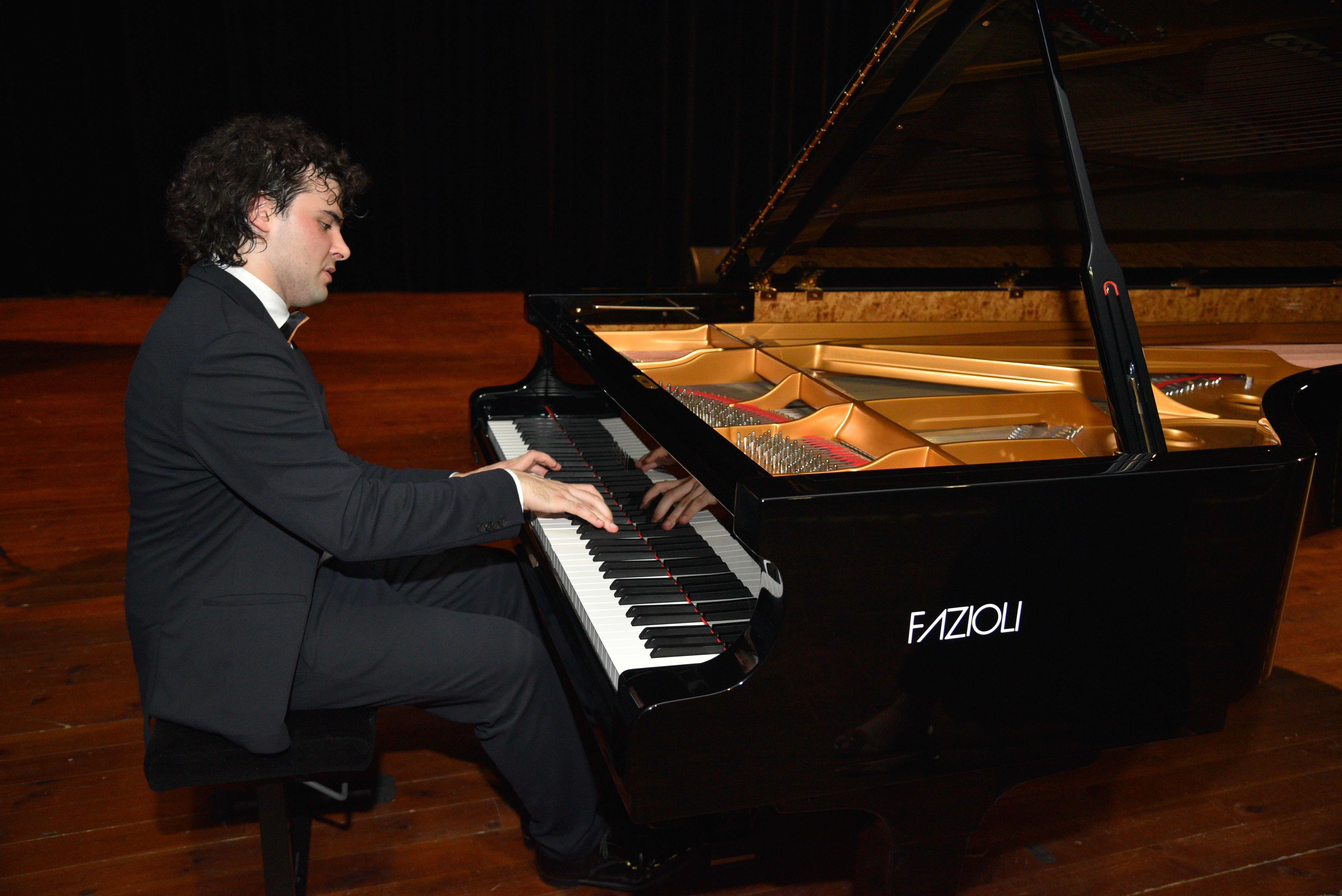
Martín García García, XXVIII Międzynarodowy Festiwal Muzyczny im. Krystyny Jamroz w Busku-Zdroju, Busko-Zdrój, 5 lipca 2022 r.

Martín García García (ur. 3 grudnia 1996 w Gijón) – hiszpański pianista, zdobywca III nagrody w XVIII Międzynarodowym Konkursie Pianistycznym im. Fryderyka Chopina (2021).
Miał pięć lat, gdy zaczął uczyć się gry na fortepianie. Początkowo uczęszczał do Escuela de Música Viva „Tchaikovsky'” w Gijón. W latach 2013–2019 studiował w Escuela Superior de Música Reina Sofía w Madrycie, kontynuując naukę gry u Galiny Eguiazarovej. Uczy się także w Mannes School of Music w Nowym Jorku w klasie Jerome’a Rose’a.
Jest laureatem wielu konkursów pianistycznych, m.in. Cleveland International Piano Competition w 2021. W tym samym roku wziął udział w XVIII Międzynarodowym Konkursie Pianistycznym im. Fryderyka Chopina, zdobywając III miejsce oraz nagrodę Filharmonii Narodowej za najlepsze wykonanie koncertu.